# Tatian
Tatian (lat. Tatianus) war ein christlicher Apologet des 2. Jahrhunderts († ca. 170 n. Chr.) ostsyrischer Herkunft, daher auch Tatian der Assyrer genannt.

## Leben und Wirken
Tatian war in Rom Schüler Justins, der ihn zum Christentum bekehrte, überwarf sich aber mit diesem und ging in seine syrische Heimat zurück. Er verwarf dort jeden hellenistischen Einfluss, gründete eine enkratitische Gemeinschaft und erwarb sich eine streng asketische Anhängerschaft, die Ehe sowie Fleisch- und Weingenuss verwarf. Dies trug ihm den Vorwurf ein, Gnostiker gewesen zu sein.
Das bekannteste Werk unter seinen zahlreichen Schriften ist das Diatessaron (τὸ διὰ τεσσάρων), worin unter Verwendung des Textes aller vier kanonischen Evangelien eine einheitliche Lebens- und Wirkungsgeschichte Jesu erzählt wird.
Erhalten ist von Tatian weiterhin eine 176 n. Chr. geschriebene Ἐπιστολὴ πρὸς Ἕλληνας (Epistolē pròs Héllenas) (lateinisch: Oratio ad Graecos / Rede an die Griechen), eine leidenschaftliche, maßlose Streitschrift gegen die griechische Kultur.
Unter dem Titel Tatian ist eine althochdeutsche Übersetzung des Diatessaron bekannt, siehe hierzu Althochdeutscher Tatian.
Dagegen sind mehrere andere Schriften, darunter ein Buch der Probleme über schwierige Stellen des Alten Testaments, nicht überliefert.

## Ausgaben und Übersetzungen

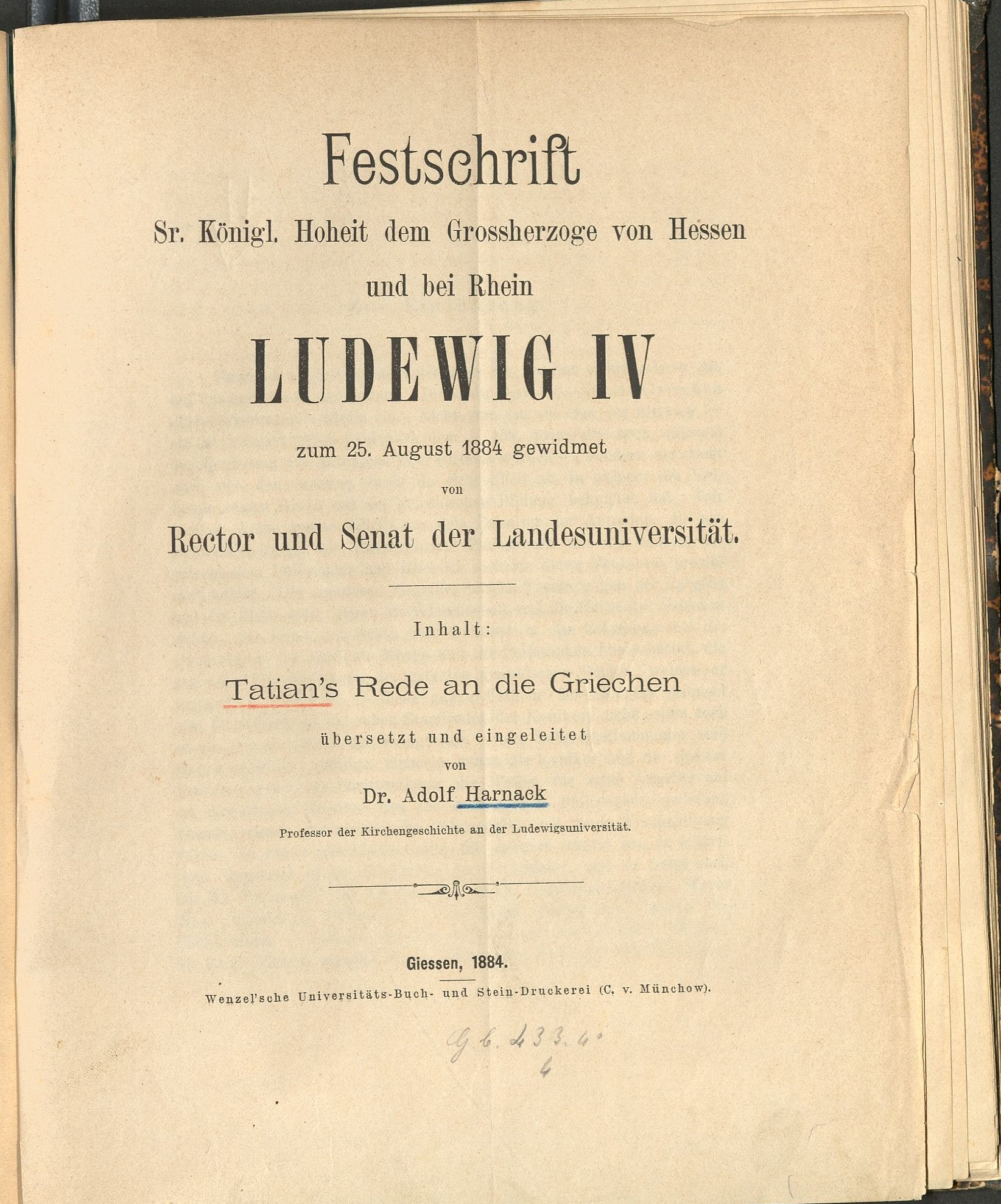
Adolf von Harnack (1884)

- Heinz-Günther Nesselrath (Hrsg.): Gegen falsche Götter und falsche Bildung. Tatian, Rede an die Griechen. Eingeleitet, übersetzt und mit interpretierenden Essays versehen von Peter Gemeinhardt, Marie-Luise Lakmann, Heinz-Günther Nesselrath, Ferdinand R. Prostmeier, Adolf Martin Ritter, Holger Strutwolf und Andrei Timotin (= SAPERE. Band 28). Mohr Siebeck, Tübingen 2016, ISBN 978-3-16-152821-7 (PDF im Open Access).
- Tatianos: Oratio ad Graecos. Rede an die Griechen. Hrsg. und neu übersetzt von Jörg Trelenberg. Mohr Siebeck, Tübingen 2012 (80-seitige Einführung zu Leben, Werk und Theologie des Autors; griechischer Text mit deutscher Übersetzung; mehrere Aufsätze des Herausgebers zu Spezialfragen; Bibliographie und umfangreiche Register).
- Tatian's Rede an die Griechen. Übersetzt und eingeleitet von Adolf Harnack. Festschrift der Landesuniversität Gießen, Wenzel'sche Universitäts-Buch- und Stein-Druckeei, Gießen 1884.